# Instituto de las Artes de Seúl
El Instituto de las Artes de Seúl (en hangul, 서울예술대학교) es una escuela superior privada de arte. Está ubicada en Ansan, Gyeonggi-do, Corea del Sur.
Para resolver la estrechez del sitio y el edificio de conferencias del campus de Namsan ubicado en Myeong-dong, Jung-gu, Seúl, que se había utilizado desde 1962, y para mejorar el bienestar de los estudiantes y la eficiencia de las clases, se construyó un nuevo campus en Ansan, Gyeonggi-do, en 1995 y se trasladó en 2001. Con la reubicación del campus, el campus de Ansan funciona como un espacio de educación artística y el campus de Seúl Namsan funciona como un espacio de experiencia artística. En el Centro Dramático ubicado en Namsan, Seúl, se llevan a cabo cursos de especialización de grado de cuatro años, actuaciones de graduación y cursos culturales y artísticos. En el campus de Ansan se llevan a cabo actuaciones de graduación y didáctica de pregrado.

## Historia
- Septiembre de 1962: establecimiento de la Academia de Teatro de Corea afiliada al Instituto de Investigación de Teatro de Corea.
- 4 de abril de 1964: iInauguración de la Escuela de Teatro de Seúl.
- Escuela cerrada en diciembre de 1973.
- 19 de diciembre de 1973: inauguración del Colegio de Artes de Seúl.
- Diciembre de 1978: reorganizado como Colegio de Artes de Seúl.
- Junio de 1998: el nombre se cambió a Instituto de las Artes de Seúl.
- Febrero de 2001: finalización del campus de Ansan.
- 1 de mayo de 2012: se cambió el nombre de la escuela a Instituto de las Artes de Seúl.
- 2 de marzo de 2015: reorganización del sistema de grados.
- Resultados de la Evaluación de Competencias Básicas Universitarias del Ministerio de Educación de 2018.[1]
- Resultados de la Evaluación de Competencias Básicas Universitarias del Ministerio de Educación de 2020.

## Organización educativa
El cuadro siguiente incluye las especializaciones en el Instituto de las Artes de Seúl a partir de 2020.
| Facultad de Artes Escénicas | Facultad de Imagen | Facultad de Música                                                                                      |
| --- | --- | --- |
| - Teatro - Danza - Actuación | - Cine - Especialista en Radiodifusión e Imágenes (anteriormente Broadcasting Entertainment) - Especialista en arte digital | - Especialista en música práctica - Especialista en música coreana (antigua música tradicional coreana) |
| Facultad de Diseño | Facultad de Comunicación | Facultad de Literatura                                                                                  |
| - Especialista en fotografía - Especialista en Diseño Visual (antiguo Departamento de Artes Aplicadas) - Diseño Espacial (anteriormente Diseño de Interiores) | - Especialista en creatividad publicitaria - Especialista en Gestión de las Artes                                           | - Especialista en escritura creativa - Teatro                                                           |

## Alumnos de la escuela

### Actores y actrices
| - Ahn Woo-yeon - Ema Park - Ahn Sol-bin - Bang Eun-hee - Bang Eun-jin - Cha Tae-hyun - Choi Deok-moon - Choi Ja-hye - Choi Jong-hwan - Choi Jong-won - Choi Min-soo - Choi Myung-gil - Choi Seong-guk - Dokgo Young-jae - Ga Deuk-hee - Go Bo-gyeol - Han Hye-jin - Han Joo-wan - Han Jung-soo - Han Ki-woong - Han Sang-jin - Heo Joon-ho - Hong Ah-reum - Hong Eun-hee - Hwang Jung-min - Hyun Jyu-ni - Hyun Woo - Im Hyung-joon - Im Ji-eun - Im Won-hee - Jang Hyuk | - Jang Hyun-sung - Jang Jin - Jang Yong - Jang Young-nam - Jeon Do-yeon - Jeon Mi-seon - Jeon Moo-song - Ji Il-joo - Jin Tae-hyun - Jo Byung-gyu - Jo Jae-yoon - Jo Jung-suk - Jo Mi-ryung - Jo Sung-ha - Jo Woo-jin - Jung Dong-hwan - Jung Eun-pyo - Jung Hye-young - Jung Il-woo - Jung Jae-young - Jung Sang-hoon - Jung Woo - Jung Woong-in - Jung Yu-mi - Kang Eun-tak - Kang Hye-jung - Kang Sung-yeon - Kil Yong-woo - Kim Bo-kyung - Kim Bum | - Kim Byeong-ok - Kim Eung-soo - Kim Ha-neul - Kim Hee-won - Kim Ho-jin - Kim Hye-ok - Kim Jae-wook - Kim Ji-han - Kim Na-woon - Kim Sook - Kim Ji-han - Kim Kyu-chul - Kim Min-jong - Kim Min-kyo - Kim Myung-min - Kim Na-woon - Kim San-ho - Kim Seon-ho - Kim Seul-gi - Kim Su-ro - Kim Won-hae - Kim Won-jun - Kim Yoo-mi - Kim Young-hoon - Ko Chang-seok - Ku Hye-sun - Lee Cho-hee - Lee Chun-hee - Lee Dong-gun - Lee Elijah - Lee Hwi-hyang | - Lee Jong-hyuk - Lee Joon-gi - Lee Kan-hee - Lee Ki-young - Lee Pil-mo - Lee Seung-joon - Lee Si-eon - Lee Yi-kyung - Lim Hwa-young - Min Young-won - Moon Ji-in - Moon Sung-keun - On Joo-wan - Park Eun-hye - Park Eun-seok - Park Gun-hyung - Park Hee-soon - Park Hyuk-kwon - Park Ji-a - Park Jin-joo - Park Joo-mi - Park Sang-myun - Park Sang-won - Park Seo-joon - Park Sun-young - Park Hae-jin - Park Yeong-gyu - Ra Mi-ran - Ryu Seung-ryong - Ryu Seung-soo | - Ryoo Seung-bum - Seo Ji-seok - Seol In-ah - Shin Eun-jung - Shin Goo - Shin Ha-kyun - Shin Seung-hwan - Son Ye-jin - Son Seung-won - Song Chang-eui - Song Jae-hee - Sung Ji-ru - Sunwoo Eun-sook - Sunwoo Jae-duk - Suzy - Um Hyo-sup - Woo Hee-jin - Yang Hee-kyung - Ye Ji-won - Yoo Ara - Yoo Dong-geun - Yoo Gun - Yoo Hae-jin - Yoo Ho-jeong - Yoo Se-rye - Yoon Ga-i - Yoon Je-moon - Yoon Ji-hye - Yoon Jin-seo - Yoon Yoo-sun |

### Música
| - Ahn Sol-bin - Chae Yeon - Choa (Crayon Pop) - Dia - Eunice - Wang Feifei (Miss A) - Jang Do-yoon - Jang Gyu-ri (Fromis 9) - Jang Yun-jeong - Meng Jia (Miss A) | - Jukjae - Jung Dong Hwan (MeloMance) - Jung Yu-ji (BESTie) - Jung Hye-sun (J Rabbit) - Jung Da-woon (J Rabbit) - Kim Bum-soo - Kim Gun-mo - Kim Hyun-woo (DickPunks) - Kim Jae-heung (DickPunks) - Kim Jae-wook | - Kim Jong-gil (W24) - Kim Min Seok (MeloMance) - Kim Na-young - Kim Se-yong (Myname) - Kim Tae-hyun (DickPunks) - Kim Yeon-woo - Lee Bo-ram (See Ya) - Lee Jin-ah - Lim Jeong-hee - Lee Ki-chan | - Lee Sung-min (Super Junior) - Lu Han - Maya - Moon Hee-joon - Nana (After School) - Park Ga-ram (DickPunks) - Park Shin-won - Shinae An Wheeler (The Barberettes) - Suzy (Miss A) - Yoo Ara |

### Otros
| Presentadores de televisión- Euna Lee - Jang Yoon-ju - Lee Hwi-jae - Shin Dong-yup - Yoo Jae-suk | Escritores y guionistas- Choi In-hun - Ha Seong-nan - Han Kang - Hwang In-suk - Hwang Sun-mi - Jang Jin - Jang Seok-nam - Jo Kyung-ran - Kang Baek-lee - Kim Eun-sook - Kim Hyesoon - Kim Ji-woon - Kim Ryeo-ryeong - Lee Yuntaek - Noh Hee-kyung - Oh Kyu-won - Pyun Hye-young - Shin Kyung-sook | Directores- Bang Eun-jin - Han Jae-rim - Jang Jin - Kim Ji-woon - Kim Jong-kwan - Lee Hae-jun - Lee Myung-se - Lee Hwan-kyung - Kim Jee-woon - Song Il-gon | Diseñadores de moda- Lie Sang bong |